# Croácia nos Jogos Olímpicos de Verão da Juventude de 2010
A Croácia participou dos Jogos Olímpicos de Verão da Juventude de 2010 em Cingapura. Com uma delegação composta por 25 atletas que competiram em 12 esportes, o país conquistou uma medalha de ouro, uma de prata e uma de bronze.

## Medalhistas
| Medalha | Nome                                                          | Esporte     | Evento                           | Data         |
| ------- | ------------------------------------------------------------- | ----------- | -------------------------------- | ------------ |
| Ouro    | Ivan Capan                                                    | Natação     | 50 m peito masculino             | 20 de agosto |
| Prata   | Matej Buovac Tomislav Grubišić Stipe Krstanović Marko Ramljak | Basquetebol | Torneio Masculino de Basquetebol | 23 de agosto |
| Bronze  | Barbara Matić                                                 | Judô        | Até 63 kg feminino               | 22 de agosto |

## Atletismo
| Evento                   | Atleta             | Qualificação | Qualificação | Final     | Final        |
| Evento                   | Atleta             | Resultado    | Posição      | Resultado | Posição      |
| ------------------------ | ------------------ | ------------ | ------------ | --------- | ------------ |
| Salto triplo feminino    | Ines Ikić          | 12,37        | 5º           | 12,54     | 5º (Final A) |
| Salto com vara masculino | Ivan Horvat        | 4,70         | 2º           | 4,70      | 8º (Final A) |
| 400 m feminino           | Romana Tea Kirinić | 55.08        | 9º (2º q4)   | 55.59     | 1º (Final B) |

## Basquetebol
Masculino:
| Elenco                                                        | Preliminares                                                                                            | Preliminares | Quartas-de-final   | Semifinais         | Final             | Pos. final       |
| Elenco                                                        | Grupo D                                                                                                 | Pos.         | Quartas-de-final   | Semifinais         | Final             | Pos. final       |
| ------------------------------------------------------------- | --- | ------------ | ------------------ | ------------------ | ----------------- | ---------------- |
| Matej Buovac Tomislav Grubišić Stipe Krstanović Marko Ramljak | ESP Espanha V 29-27 RSA África do Sul V 33-4 PHI Filipinas V 22-19 ISV Ilhas Virgens Americanas V 27-17 | 2º           | ISR Israel V 24-21 | GRE Grécia V 33-30 | SRB Sérvia D 9-22 | Medalha de prata |

## Canoagem
| Evento                  | Atleta        | Tomada de tempo | Tomada de tempo | 1ª rodada                            | 2ª rodada (repescagem)                | Oitavas-de-final                           | Quartas-de-final   | Semi-finais        | Final              | Pos. final |
| Evento                  | Atleta        | Resultado       | Pos.            | Oponente Resultado                   | Oponente Resultado                    | Oponente Resultado                         | Oponente Resultado | Oponente Resultado | Oponente Resultado | Pos. final |
| ----------------------- | ------------- | --------------- | --------------- | ------------------------------------ | ------------------------------------- | ------------------------------------------ | ------------------ | ------------------ | ------------------ | ---------- |
| Velocidade C1 masculino | Matija Buriša | 1:59.77         | 10º             | ROM Andrei Liferi D 1:59.78 (bat. 6) | GER Dennis Soeter V 2:08.64 (rep. 2)  | UKR Anatolii Melnyk D 2:01.89 (bat. 3)     | Não avançou        | Não avançou        | Não avançou        | --         |
| Slalom C1 masculino     | Matija Buriša | 2:01.84         | 9º              | POL Patryk Sokol D 1:55.34 (bat. 6)  | ANG José Chimbumba V 1:59.26 (rep. 1) | BRA Isaquias dos Santos D 1:58.64 (bat. 5) | Não avançou        | Não avançou        | Não avançou        | --         |

## Ginástica artística
| Filip Boroša | Solo masculino             | 14.050 | 8º  | 13.600      | 6º          |             |             |             |             |             |             |             |             |  |  |
| Filip Boroša | Cavalo com alças masculino | 12.950 | 23º | Não avançou | Não avançou |             |             |             |             |             |             |             |             |  |  |
| Filip Boroša | Argolas masculino          | 12.450 | 31º | Não avançou | Não avançou |             |             |             |             |             |             |             |             |  |  |
| Filip Boroša | Salto masculino            | 14.750 | 30º | Não avançou | Não avançou |             |             |             |             |             |             |             |             |  |  |
| Filip Boroša | Barras paralelas masculino | 12.400 | 29º | Não avançou | Não avançou |             |             |             |             |             |             |             |             |  |  |
| Filip Boroša | Barra fixa masculino       | 11.900 | 38º | Não avançou | Não avançou |             |             |             |             |             |             |             |             |  |  |
| Filip Boroša | Individual geral masculino | 78.500 | 31º |             |             | Não avançou | Não avançou | Não avançou | Não avançou | Não avançou | Não avançou | Não avançou | Não avançou |  |  |

## Judô
| Evento             | Atleta        | 1ª rodada    | 2ª rodada                    | 3ª rodada                     | Semifinais                 | Disputa pelo bronze A             | Pos. final |
| ------------------ | ------------- | ------------ | ---------------------------- | ----------------------------- | -------------------------- | --------------------------------- | ---------- |
| Até 63 kg feminino | Barbara Matić | Sem oponente | HAI Wildjie Vertus V 101-000 | TUR Dilara Incedayi V 010-000 | JPN Miku Tashiro D 001-100 | UZB Gulnoza Matniyanova V 001-000 | [ 9 ]      |

| Evento         | Atleta                                          | 1ª rodada                   | 2ª rodada                 | Semifinais             | Final       | Pos. final        |
| -------------- | ----------------------------------------------- | --------------------------- | ------------------------- | ---------------------- | ----------- | ----------------- |
| Equipes mistas | Barbara Matić (como integrante da equipe Cairo) | ZZX Equipe Birmingham V 5-2 | ZZX Equipe Hamilton V 4-4 | ZZX Equipe Essen D 2-5 | Não avançou | Medalha de bronze |

## Natação
| Evento                 | Atleta       | Qualificação | Qualificação | Semifinais  | Semifinais   | Final       | Final           |
| Evento                 | Atleta       | Resultado    | Posição      | Resultado   | Posição      | Resultado   | Posição         |
| ---------------------- | ------------ | ------------ | ------------ | ----------- | ------------ | ----------- | --------------- |
| 100 m costas masculino | Ivan Biondić | 57.34        | 5º (3º q3)   | 57.33       | 6º (3º sf2)  | 56.88       | 6º              |
| 200 m costas masculino | Ivan Biondić | 2:03.67      | 3º (1º q2)   |             |              | 2:03.40     | 4º              |
| 50 m peito masculino   | Ivan Capan   | 29.15        | 4º (1º q3)   | 29.10       | 5º (2º sf1)  | 28.55       | Medalha de ouro |
| 100 m peito masculino  | Ivan Capan   | 1:03.21      | 3º (1º q2)   | 1:03.14     | 4º (2º sf2)  | 1:03.24     | 5º              |
| 50 m livre masculino   | Ivan Levaj   | 23.34        | 5º (2º q5)   | 23.09       | 4º (3º sf2)  | 23.11       | 5º              |
| 100 m livre masculino  | Ivan Levaj   | 51.23        | 5º (1º q4)   | 51.75       | 13º (6º sf2) | Não avançou | Não avançou     |
| 100 m costas feminino  | Mabel Sulić  | 1:07.50      | 29º (7º q3)  | Não avançou | Não avançou  | Não avançou | Não avançou     |
| 200 m costas feminino  | Mabel Sulić  | 2:23.36      | 24º (8º q3)  |             |              | Não avançou | Não avançou     |

## Remo
| Evento                 | Atleta                    | Elim.   | Elim.       | Repescagem | Repescagem  | Semifinais | Semifinais   | Final   | Final        |
| Evento                 | Atleta                    | Tempo   | Pos.        | Tempo      | Pos.        | Tempo      | Pos.         | Tempo   | Pos.         |
| ---------------------- | ------------------------- | ------- | ----------- | ---------- | ----------- | ---------- | ------------ | ------- | ------------ |
| Skiff simples feminino | Asja Žero                 | 3:51.21 | 2º (bat. 4) | 4:00.95    | 2º (rep. 1) | 4:00.78    | 5º (sf A/B1) | 3:50.13 | 2º (Final B) |
| Dois sem masculino     | Mile Čakarun Mate Ledenko | 3:14.96 | 2º (bat. 3) |            |             | 3:18.36    | 4º (sf A/B1) | 3:15.56 | 3º (Final B) |

## Taekwondo
| Evento             | Atleta    | 1ª rodada                        | Quartas-de-final         | Semifinais  | Final       | Pos. final |
| ------------------ | --------- | -------------------------------- | ------------------------ | ----------- | ----------- | ---------- |
| Até 63 kg feminino | Rea Budić | MLI Kadiatou Diallo V RSC 1 0:35 | KOR Jeon Soo-Yeon D 3-11 | Não avançou | Não avançou | 6º         |

## Tênis
| Evento            | Atleta     | 1ª rodada                              | Torneio de consolação                    | Torneio de consolação | Torneio de consolação | Torneio de consolação | Pos. final |
| Evento            | Atleta     | 1ª rodada                              | 1ª rodada                                | Quartas-de-final      | Semifinais            | Final                 | Pos. final |
| Evento            | Atleta     | Oponente Resultado                     | Oponente Resultado                       | Oponente Resultado    | Oponente Resultado    | Oponente Resultado    | Pos. final |
| ----------------- | ---------- | -------------------------------------- | ---------------------------------------- | --------------------- | --------------------- | --------------------- | ---------- |
| Simples masculino | Mate Pavić | RUS Mikhail Biryukov D 0-2 (3-6 e 3-6) | MKD Stefan Micov D 1-2 (6-7, 7-5 e 7-10) | Não avançou           | Não avançou           | Não avançou           | --         |

| Evento            | Atleta                                                 | 1ª rodada                                                     | Quartas-de-final                                      | Semifinais         | Final              | Pos. final |
| Evento            | Atleta                                                 | Oponente Resultado                                            | Oponente Resultado                                    | Oponente Resultado | Oponente Resultado | Pos. final |
| ----------------- | ------------------------------------------------------ | ------------------------------------------------------------- | ----------------------------------------------------- | ------------------ | ------------------ | ---------- |
| Duplas masculinas | Mate Pavić e BIH Damir Džumhur (cabeças-de-chave nº 4) | IND Yuki Bhambri/ PHI Jeson Patrombon V 2-1 (6-7, 7-5 e 10-4) | GBR Oliver Golding/ CZE Jiří Veselý D 0-2 (6-7 e 5-7) | Não avançou        | Não avançou        | --         |

## Tênis de mesa
| Evento            | Atleta       | Preliminares | Preliminares | Preliminares | 2ª fase | 2ª fase | 2ª fase | Quartas-de-final | Semifinais  | Final       | Pos. final |
| Evento            | Atleta       | Grupo        | Confrontos | Pos.         | Grupo   | Confrontos | Pos.    | Quartas-de-final | Semifinais  | Final       | Pos. final |
| ----------------- | ------------ | ------------ | --- | ------------ | ------- | --- | ------- | ---------------- | ----------- | ----------- | ---------- |
| Simples masculino | Luka Fučec   | D            | MRI Warren Li Kam Wa V 3-0 (11-6, 11-7, 12-10) SWE Hampus Soderlund D 0-3 (11-13, 7-11, 6-11) PAR Axel Gavilán V 3-2 (12-14, 11-3, 11-9, 9-11, 12-10) | 2º           | CC      | HKG Chung Hei Chiu D 2-3 (12-10, 5-3, 9-11, 11-9, 7-11) POL Konrad Kulpa V 3-2 (6-11, 2-11, 11-9, 11-8, 13-11) FRA Simon Gauzy D 2-3 (8-11, 11-8, 11-6, 7-11, 3-11) | 3º      | Não avançou      | Não avançou | Não avançou | --         |
| Simples feminino  | Mateja Jeger | G            | SLO Alex Galic V 3-1 (5-11, 12-10, 11-4, 12-10) EGY Dina Meshref V 3-0 (12-10, 11-5, 13-11) AUS Lily Phan V 3-1 (11-4, 5-11, 11-5, 12-10)             | 1º           | BB      | USA Ariel Hsing D 2-3 (7-11, 7-11, 11-5, 14-12, 7-11) KOR Yang Ha-Eun V 3-1 (11-8, 11-6, 6-11, 11-8) SIN Isabelle Siyun Li D 0-3 (8-11, 6-11, 11-8)                 | 3º      | Não avançou      | Não avançou | Não avançou | --         |

| Evento         | Atleta                    | Preliminares | Preliminares | Preliminares | 2ª fase                        | Quartas-de-final | Semifinais  | Final       | Pos. final |
| Evento         | Atleta                    | Grupo        | Confrontos | Pos.         | 2ª fase                        | Quartas-de-final | Semifinais  | Final       | Pos. final |
| -------------- | ------------------------- | ------------ | --- | ------------ | ------------------------------ | ---------------- | ----------- | ----------- | ---------- |
| Equipes mistas | Luka Fučec e Mateja Jeger | F            | NZL Nova Zelândia V 3-0 (3-0, 3-1, 3-1) TPE Taipé Chinês D 0-3 (1-3, 1-3, 0-3) Pan-América 2 V 3-0 (3-0, 3-1, 3-0) | 1º           | THA Tailândia D 0-2 (0-3, 2-3) | Não avançou      | Não avançou | Não avançou | 9º         |

## Tiro
| Evento                        | Atleta             | Qualificação | Qualificação | Qualificação | Qualificação | Qualificação | Qualificação | Qualificação | Qualificação | Final       | Final       | Final       | Final       | Final       | Final       | Final       | Final       | Final       | Final       | Final       | Final       | Final       |
| Evento                        | Atleta             | 1            | 2            | 3            | 4            | 5            | 6            | Total        | Pos.         | 1           | 2           | 3           | 4           | 5           | 6           | 7           | 8           | 9           | 10          | Total final | Total       | Pos. final  |
| ----------------------------- | ------------------ | ------------ | ------------ | ------------ | ------------ | ------------ | ------------ | ------------ | ------------ | ----------- | ----------- | ----------- | ----------- | ----------- | ----------- | ----------- | ----------- | ----------- | ----------- | ----------- | ----------- | ----------- |
| Carabina de ar 10 m feminino  | Tanja Perec        | 100          | 96           | 99           | 98           |              |              | 393          | 5º           | 10.3        | 10.6        | 10.2        | 9.8         | 9.3         | 10.2        | 10.0        | 9.8         | 10.5        | 10.5        | 101.2       | 494.2       | 6º          |
| Carabina de ar 10 m masculino | Tiziano Šuran      | 99           | 99           | 97           | 96           | 99           | 96           | 586          | 10º          | Não avançou | Não avançou | Não avançou | Não avançou | Não avançou | Não avançou | Não avançou | Não avançou | Não avançou | Não avançou | Não avançou | Não avançou | Não avançou |
| Pistola de ar 10 m feminino   | Valentina Pereglin | 91           | 93           | 92           | 93           |              |              | 369          | 12º          | Não avançou | Não avançou | Não avançou | Não avançou | Não avançou | Não avançou | Não avançou | Não avançou | Não avançou | Não avançou | Não avançou | Não avançou | Não avançou |

## Triatlo
| Evento              | Triatleta                                      | Natação | Transição 1 | Ciclismo | Transição 2 | Corrida | Tempo total | Pos. |
| ------------------- | ---------------------------------------------- | ------- | ----------- | -------- | ----------- | ------- | ----------- | ---- |
| Individual feminino | Sara Vilić                                     | 9:34    | 0:37        | 33:12    | 0:27        | 23:46   | 1:07:36.84  | 23º  |
| Revezamento misto   | Sara Vilić (como integrante da equipe Mundo 1) |         |             |          |             |         | 1:23:37.79  | 9º   |